# HD 47366
Зірка-гігант HD 47366 відноситься до спектрального типу K1, в 1,81 рази важче і в 390 разів об'ємніше Сонця. HD 47366 знаходиться на відстані 260 світлових років від Землі. Його вік дорівнює 1,6 мільярда років. Навколо зірки обертається дві екзопланети.
Екзопланети в 1,75 і 1,86 разів важче Юпітера. Повний оберт навколо HD 47366 небесні тіла здійснюють за 363,3 і 684,7 діб відповідно і віддалені від світила на відстані 1,214 і 1,853 астрономічних одиниць.